# Liste der Pfarrer von Oberampfrach

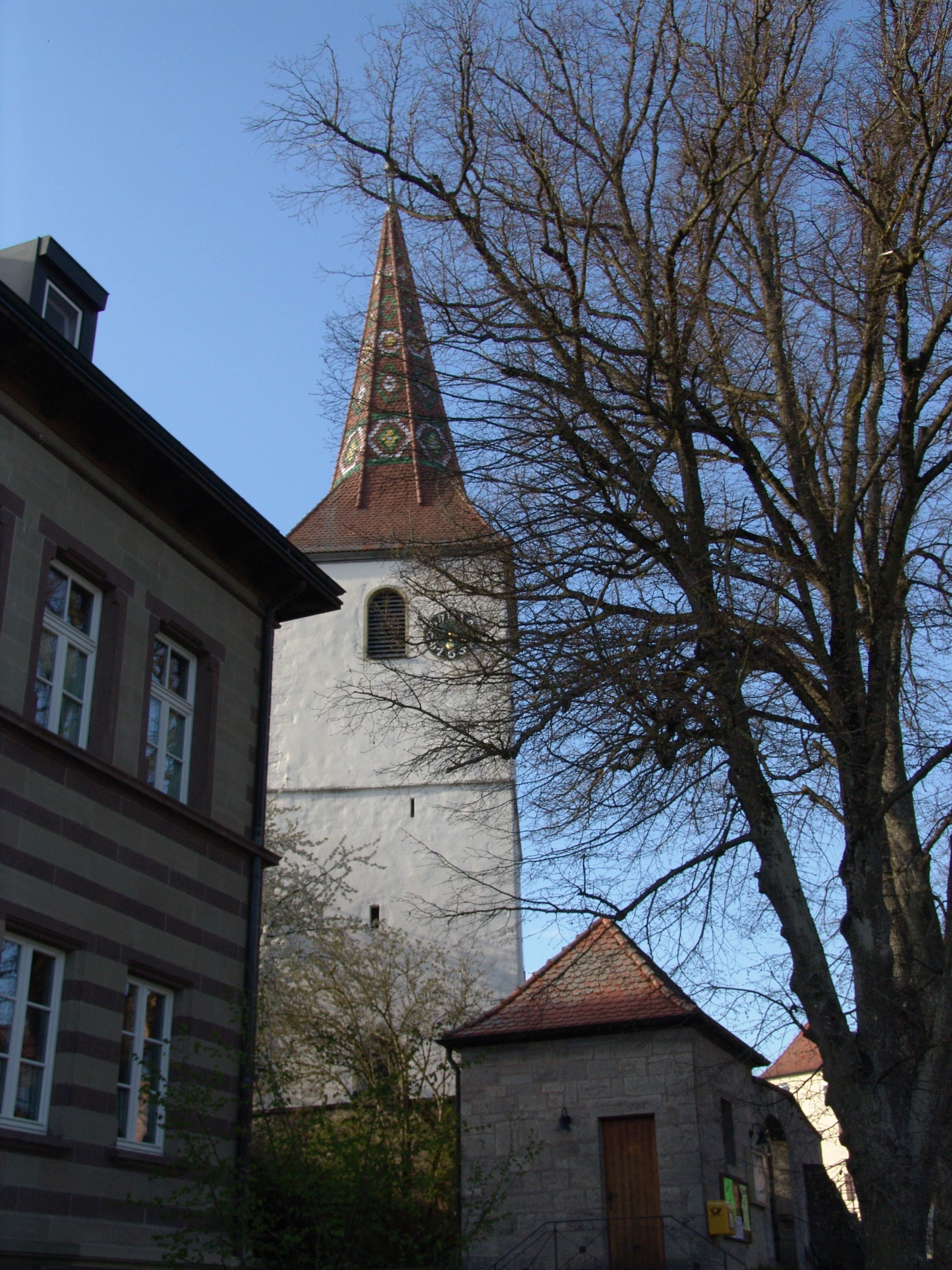
Die St.-Georgskirche in Oberampfrach

Dies ist eine Liste der evangelischen Pfarrer in Oberampfrach. Oberampfrach ist ein Gemeindeteil der mittelfränkischen Gemeinde Schnelldorf im Landkreis Ansbach und liegt im Dekanat Feuchtwangen. 

## Pfarrer der Pfarrei
Hinweis: Die Liste ist nicht vollständig,
| Nr. | Jahre         | Name                            | Anmerkung                                         |
| --- | ------------- | ------------------------------- | ------------------------------------------------- |
|     | 1797 – 1820   | Johann Friedrich Österlein      |                                                   |
|     | 1851 – 1855   | Karl Wilhelm Drechsel           |                                                   |
|     | 1861 – (1866) | Gottfried Friedrich Nagel       | kam aus Adelhofen                                 |
|     | 1883 – (1887) | Paul Johannes Haas              |                                                   |
|     | 1900 – 1908   | Johann Karl Christoph Wißmüller | kam aus Offenbau                                  |
|     | 1908 – (1927) | Andreas Högner                  | kam aus Unterampfrach, Vater von Friedrich Högner |
|     | 1928 – (1937) | Fritz Keim                      | kam aus Frankenhofen                              |
|     | 1938 – 1946   | Adolf Rusam                     | kam aus Hemhofen                                  |
|     | 1948 – (1955) | Peter Stoll                     | kam aus Dörflis                                   |
|     | seit 2019     | Uta Lehner und Wigbert Lehner   |                                                   |